# Acacia acuminata
Acacia acuminata är en ärtväxtart som beskrevs av George Bentham. Acacia acuminata ingår i släktet akacior, och familjen ärtväxter.

## Underarter
Arten delas in i följande underarter:
- A. a. acuminata
- A. a. burkittii